# Paulinho (Fußballspieler, 2000)
Paulinho (* 15. Juli 2000 in Rio de Janeiro; bürgerlich Paulo Henrique Sampaio Filho) ist ein brasilianischer Fußballspieler. Er spielt seit Januar 2025 bei der SE Palmeiras in São Paulo.

## Karriere
Paulinho kam 2010 in die Jugend des CR Vasco da Gama. Sein Debüt für die erste Mannschaft – und damit auch sein erstes Spiel im Profifußball – absolvierte er noch im Alter von 16 Jahren am 13. Juli 2017 in der Ligapartie beim EC Vitória mit einer Einwechslung.
Am 27. April 2018 gab der deutsche Bundesligist Bayer 04 Leverkusen die Verpflichtung Paulinhos zum 15. Juli des Jahres – seinem 18. Geburtstag – bekannt. Er unterschrieb einen Vertrag, der über eine Laufzeit bis Mitte 2023 verfügt. Sein Debüt für den Verein gab er am 18. August 2018 in der Erstrundenpartie des DFB-Pokals beim 1. CfR Pforzheim. Beim 1:0-Sieg seiner Mannschaft wurde er in der 73. Minute für Julian Brandt eingewechselt.  In der Europa League erzielte er am 13. Dezember 2018 sein erstes Pflichtspieltor für die Leverkusener in der Auswärtspartie bei der AEK Larnaka. In den ersten beiden Saisons in Leverkusen kam er nur sporadisch zum Einsatz. Die nachfolgende Saison 2020/21 verpasste er wegen eines Kreuzbandrisses fast komplett. In der Saison 2021/22 kam er 24-mal zum Einsatz, davon 14-mal von Beginn an.
Zum 1. Januar 2023 wurde Paulinho bis zu seinem Vertragsende am 30. Juni 2023 in seine Heimat an Atlético Mineiro verliehen. Anfang Juli erhielt er dann einen Kontrakt bis Jahresende 2026 bei dem Klub.
Am 31. Dezember 2024 gab die SE Palmeiras aus São Paulo die Verpflichtung von Paulinho bekannt, der einen Vertrag bis Ende 2029 unterschrieben hatte. Er wurde am 30. Januar 2025 vorgestellt. Er erhielt das Trikot mit der Nummer zehn.

## Nationalmannschaft
Im Juni 2021 wurde Paulinho in den Kader der Olympiaauswahl der Seleção für das Fußballturnier der Olympischen Spiele 2020 berufen. Am Ende des Turniers konnte die Auswahl die Mannschaft Spaniens im Finale mit 2:1 besiegen und Paulinho die Goldmedaille feiern.
Im November 2023 wurde Paulinho in den A-Kader Brasiliens für die Spiele um die WM-Qualifikation 2026 im November 2023 berufen. Im Spiel gegen Kolumbien am 16. November wurde Paulinho in der 68. Minute für Rodrygo eingewechselt.

## Erfolge
Nationalmannschaft
- U17-Südamerikameisterschaft: 2017
- U22-Nationalmannschaft Turnier von Toulon: 2019
- Olympiasieger: 2021

Atlético Mineiro
- Staatsmeisterschaft von Minas Gerais: 2023, 2024

## Auszeichnungen
- Torschützenkönig: Campeonato Brasileiro Série A 2023 20 Tore